# 1492 - Cucerirea paradisului
1492 - Cucerirea paradisului este un film istoric, apărut în anul 1992, în regia lui Ridley Scott care este și producător. În rolurile principale sunt actorii Gérard Depardieu, Armand Assante și Sigourney Weaver. Portretizează o versiune a călătoriilor spre Lumea Nouă efectuate de către exploratorul genovez Cristofor Columb și efectul pe care l-au avut asupra amerindienilor.
Filmul a fost lansat pentru a sărbători 500 de ani de la călătoria lui Columb.

## Subiect
Conștient că pământul este rotund, Cristofor Columb a propus o călătorie spre Asia cu plecarae spre vest, însă îi lipseau nave și echipaj. Teologii catolici de la Universitatea din Salamanca erau împotriva planului lui Columb nedorind să fie confirmate scrierile lui Ptolemeu. Columb este abordat de Martín Pinzón, un proprietar de nave din Palos, care îi face cunoștință cu bancherul Luis de Santángel, căruia Regina Isabela I îi datora bani. Columb se întâlnește cu regina și aceasta îi garantează călătoria în schimbul promisiunii de a aduce înapoi cantități mari de aur.
Columb păcălește apoi mai mulți marinari, spunându-le că va fi o călătorie de doar șapte săptămâni, iar cele trei corăbii pornesc la drum. După nouă săptămâni, nici urmă de uscat. Echipajul devine nerăbdător și există posibilitatea unei revolte. Columb susține un discurs inspirațional care coincide cu un vârf favorabil, iar spiritele se calmează. Noaptea, Columb descoperă țânțari la born, ceea ce indică apropierea de uscat. Deodată, din ceață, apar vegetația luxuriantă și plaja cu nisip de pe Guanahani.
Europenii se împrietenesc cu localnicii, iar aceștia le arată aurul colectat. Columb îl învață spaniola pe unul dintre ei ca să poată comunica. Apoi îi anunță că se va întoarce în Spania de unde vor reveni și mai mulți europeni. Columb lasă în urmă un grup care începe colonizarea europeană a Americii. Înapoi în Spania, este primit la un banchet de către regină care este dezamăgită de cantitatea mică de aur adusă, dar acceptă darurile oferite. În a doua expediție, Columb pleacă cu 17 nave și peste 1.000 de oameni. La sosirea pe insulă, descoperă că toți oamenii lăsați au fost omorâți. Când tribul este confruntat de Columb și oamenii săi, indienii transmit că un alt trib a venit și i-a omorât. Columb în crede, dar ofițerul Adrián de Moxica nu este convins. Începe construcția orașului La Isabela și se ridică și clopotul orașului în turn.
Patru ani mai târziu, amerindienii sunt forțați să mineze după aur. Moxica îl pedepsește pe unul dintre cei care vin fără aut, tăindu-i mâna. Fapta violentă este aflatăîn întreg tribul, iar membrii dispar în pădure. Columb se teme de un eventual război, știind că localnicii îi depășesc numeric. Întors acasă, își găsește casa în flăcări, Moxica declanșând incendiul. Curând, triburile se întorc să lupte cu spaniolii, iar insula devine scenă de război. Columb primește ordinul de a reveni în Spania.
Columb este acuzat de nepotism pentru că a oferit poziții administrative prietenilor săi, jignind astfel nobili precum Moxica. Este înlocuit cu Francisco de Bobadilla. Se întoarce în Castilia pentru a fi încarcerat, dar este scos de către fiii săi pe cauțiune. Este chemat de regină care îl convinge să efectueze o nouă călătorie încare să nu ia vreunul dintre frații săi și nici să nu revină în colonie. Bătrân fiind, Columb este uitat în Spania, descoperirea Lumii Noi fiindu-i atribuită lui Amerigo Vespucci. Fiul lui Columb, Ferdinand, își roagă tatăl să îi povestească aventurile ca să le poată scrie.

## Distribuția
- Gérard Depardieu - Cristofor Columb
- Armand Assante - Gabriel Sánchez, rivalul lui Columb în Castilia
- Sigourney Weaver - Regina Isabela I
- Loren Dean - Ferdinand Columbus
- Ángela Molina - Beatriz Enríquez de Arana
- Fernando Rey - Antonio de Marchena
- Michael Wincott - Adrián de Moxica, rivalui lui Columb în Indii
- Tchéky Karyo - Martín Alonso Pinzón
- Kevin Dunn - Căpitanul Méndez
- Frank Langella - Luis de Santángel
- Mark Margolis - Francisco de Bobadilla

## Muzica
Compozitorul grec Vangelis a scris coloana sonoră. Tema de bază a filmului, "Conquest of Paradise", a fost deseori folosită de oameni politici în campanii electorale.

## Recepția

### Box office
1492 - Cucerirea paradisului a câștigat în Spania un milion de dolari în primele cinci zile de distribuție în cinematografe. În Statele Unite și Canada, filmul a fost lansat de Paramount Pictures la 9 octombrie 1992. Versiunea lansată a fost editată la 150 de minute, anumite scene violente și brutale fiind îndepărtate pentru a primi un rating PG-13 care să permită și prezența tinerilor în cinematografe. Filmul a fost o dezamăgire la box office în Statele Unite, debutând pe locul șapte cu încasări de 3.002.680 de dolari. În Franța, a fost lansat la 12 octombrie 1992, cu încasări de aproape un milion și jumătate de dolari în primul weekend. Până la finalul anului 1992, a avut încasări pe plan internațional de 47 de milioane de dolari. It went on to gross $59 million.
Regizorul Ridley Scott a pus ratarea din box office pe seama faptului că americanii nu înțeleg acceptul european: „Ei nu înțeleg nimic ce nu vine din Texas sau din America” și a adăugat: “Este unul dintre filmele mele favorite. Însă în America nu au știut cum să-l lanseze. În Europa, a adunat 57 de milioane de dolari.“

### Analiza criticilor
Filmul a primit cronici mixte din partea criticilor, site-ul Rotten Tomatoes oferind un rating de 32% pe baza a 22 de reviewuri. Concluzia a fost: „Incorect istoric și inert din punct de vedere dramatic. Povestea lui Scott nu exploatează grandoarea lui Columb.” Criticul de film Roger Ebert a considerat filmul ca fiind satisfăcător, iar „Depardieu îi oferă gravitate, prestațiile actorilor secundari sunt convingătoare, locurile de filmare sunt realiste și simțim că a fost nevoie de curaj să pleci spre nicăieri doar pentru că o portocală este rotundă.”